# نسوية راديكالية
النسوية الراديكالية هي حركة نسوية تستند إلى أن جذر عدم المساواة الاجتماعية في كل المجتمعات المستمرة حتى الوقت الحالي ترجع إلى النظام الأبوي وهيمنة الرجل على المرأة، والتي تعتمد على الفروق بين الأدوار الإنجابية بين الرجل والمرأة. ترتكز هذه الحركة على علاقات القوة التي تنظم المجتمع وفي الوقت نفسه تعمل على بناء سيادة الذكور. دافعت الكاتبة الأمريكية كيت ميليت عن هذا التيار في كتابها السياسة الجنسية عام 1969، الذي يسلط الضوء علي الدور الذي يلعبه الجنس في تبعية المرأة وإنزالها إلي درجة كونها مجرد منتجات. يبرز المنتمون لهذا التيار التأسيس الاجتماعي للجنس بوصفه مصدرًا لاضطهاد المرأة وليس النظام الاقتصادي، بمعنى أن سبب تبعية المرأة هو مؤسسة الأبوية وليس الرأسمالية. فيما يدين هذا التيار تطبيق القيم الليبرالية علي الرجال فقط.
اقترح النسويون الراديكاليون الإطاحة بالنظام الأبوي عبر معارضتهم لأدوار الجنسين وقاموا بالدعوة إلى إعادة تنظيم المجتمع. وترجع أصول النسوية الراديكالية إلى الموجة النسوية الثانية في السبعينات. ومن هذا المنحنى، فقد اُشتقت بعض التيارات النسوية الراديكالية الأخرى مع النسوية الثقافية.

## النظرية والأيديولوجية
تؤكد النسويات الراديكاليات أن المجتمع هو نظام أبوي يكون فيه طبقة الرجال هم من الظالمين من طبقة النساء.  يقترحون أن اضطهاد النساء هو أكثر أشكال الاضطهاد أساسية، وهو الشكل الذي كان قائماً منذ نشأة البشرية.  كما كتبت داعية نسائي راديكالي تي-جريس أتكينسون في مقالها التأسيسي «النسوية الراديكالية» (1969):
«يقال إن أول تقسيم ثنائي من هذه الكتلة [البشرية] كان على أساس الجنس: الذكر والأنثى ... لأن نصف الجنس البشري يتحمل عبء العملية الإنجابية ولأن الإنسان، الحيوان "العقلاني" ، إذا كان لديه الذكاء للاستفادة من ذلك ، أن الأطفال أو "وحوش العبء" قد تم تحويلهم إلى طبقة سياسية: دمج العبء الطارئ بيولوجيًا في عقوبة سياسية (أو ضرورية) ، وبالتالي تعديل تعريف هؤلاء الأفراد من إنساني إلى وظيفي ، أو الحيوان.»
اعتقاد أن الشعوب البدائية الوثنية كانت تقدس المرأة وتُعليها إذ أنه ساد فيهم احترام الطبيعة وتقديسها لكونها التي تجلب الخير والشر، ولما كانت هذه الطبيعة هي التي تنجب الإنسان عن طريق المرأة جعلوها راعية الحياة وحاميتها مما أدى إلى تقديس المرأة 
وعليه كان يجب على النسويات الدعوة إلى إعادة هذه الوثنية، حتى قالت لوسي إيريغاري أن الآلهة المؤنثة وحدها هي التي يمكنها تحرير المرأة وإسعادها 
أن اللغة ما هي إلا صورة من صور الإستبداد الذكوري؛ لأنها تفرق في أكثرها بين الضمير والنداء المذكر والمؤنث
لذا طالبن بإعادة صياغة الكتاب المقدس لأن توجيه الخطاب بصيغة المذكر يحمل نوعاً من التهميش 
وقد استجابت الكنيسة لهذه المطالبات فأصدت «طبعة مصححة» في عام 1414 للهجرة تم فيها تعديل كثير من الضمائر المذكرة إلى محايدة مثل تغيير كلمة «أبناء» إلى «أطفال» و«رجل» إلى «شخص» 

## الحركة

### الجذور
انطلقت إيديولوجية النسوية الراديكالية في الولايات المتحدة باعتبارها عنصرًا من عناصر حركة تحرير المرأة. نمت هذه الإيديولوجية إلى حد كبير نتيجةً للأثر الذي تركته حركة الحقوق المدنية –التي اكتسبت زخمًا في ستينيات القرن العشرين- والجهود التي بذلتها العديد من النساء اللاتي يمتلكن خبرةً سابقةً في الاحتجاج الراديكالي في نضالهن ضد العنصرية ثم حملن قضية النسوية الراديكالية على عاتقهن. قد يُنظر إلى جذور النسوية الراديكالية -من الناحية الزمنية- في سياق الموجة النسوية الثانية التي انطلقت في أوائل ستينيات القرن العشرين. اشتملت قائمة الشخصيات الفاعلة والرائدة في الموجة النسوية الثانية على شولاميث فايرستون وكاثي ساراتشيلد وتي-جريس أتكينسون وكارول هانش وجوديث براون. قدمت العديد من الجماعات النسائية المحلية -مثل جبهة تحرير النساء بجامعة كاليفورنيا في لوس أنجلوس- بيانات دبلوماسية حول إيديولوجيات الحركة الراديكالية في أواخر ستينيات القرن العشرين. أشارت إحدى مؤسسات جبهة تحرير النساء بجامعة كاليفورنيا في لوس أنجلوس الدكتورة ديفرا ويبر إلى أن «النسويات الراديكاليات قد عارضن النظام الأبوي، لكنهن لم يعارضن الرأسمالية بالضرورة. عارضت هذه النساء -في مجموعتنا على الأقل- ما يُسمّى بنضالات التحرير الوطني الذكوري».
ساهمت هذه النساء في تمهيد الطريق الذي تحولت فيه الاحتجاجات الراديكالية المطالبة بالمساواة العرقية إلى نضال من أجل حقوق المرأة، إذ تمكنت هذه النساء اللاتي شهدن الممارسات التمييزية والقمعية التي تعرض لها السكان السود من اكتساب القوة والدافع للنضال من أجل نظيراتهن من النساء. حملت النساء هذه القضية على عاتقهن، فدافعن عن مجموعة متنوعة من القضايا النسائية، بما في ذلك الإجهاض وتعديل الحقوق المتساوية والحصول على الائتمانات والمساواة في الأجر. لم تشارك غالبية النساء الملونات (اللاتي كنّ جزءًا من الطبقة العاملة غالبًا) في تشكيل الحركة النسوية الراديكالية، وذلك لأنها لم تتناول مجموعة كبيرة من القضايا التي تهم الطبقة العاملة. خرجت النساء اللاتي شعرن بضرورة الدفاع عن هذه القضية إلى الشوارع بسبب الحاجة إلى اتخاذ الإجراءات الراديكالية، لذا شكلن مجموعات معنية بزيادة الوعي من أجل حشد الدعم للقضية وتجنيد الأشخاص المستعدين للنضال من أجلها. شهدت الموجة النسوية الراديكالية الثانية فيما بعد ارتفاعًا في أعداد النسويات السود والنسويات الملونات الأخريات.
انبثقت الحركة النسوية الراديكالية من صلب المناقشات النسوية الليبرالية والمناقشات النسوية للطبقة العاملة في آن واحد خلال ستينيات القرن العشرين، إذ بدأت في الولايات المتحدة ثم انتقلت إلى المملكة المتحدة وأستراليا. لم تكتف المشاركات في هذه الحركة بتحميل الأسرة النواة في الطبقة المتوسطة مسؤولية قمع النساء وحسب، بل بدأن تدريجيًا بالاعتقاد أن الحركات والمنظمات الاجتماعية التي تدّعي الدفاع عن التحرر البشري –لا سيما الثقافة المضادة، واليسار الجديد، والأحزاب السياسية الماركسية- ذكوريةً في أفكارها وتوجهاتها. انطلقت النسوية الراديكالية في الولايات المتحدة باعتبارها استجابةً لبعض الإخفاقات المُتصورة لكل من منظمات اليسار الجديد كمنظمة الطلاب من أجل مجتمع ديمقراطي (إس. دي. إس.) مثلًا والمنظمات النسوية مثل المنظمة الوطنية من أجل النساء (ناو). تمركزت الجماعات النسوية الراديكالية في المدن الكبرى مثل نيويورك وشيكاغو وبوسطن وواشنطن العاصمة والساحل الغربي في بادئ الأمر، ثم سرعان ما انتشرت في جميع أنحاء البلاد بين عامي 1968 و1972.

## قراءة موسعة
- Notes from the First Year (1968), New York Radical Women (early second-wave publication in which the development of a radical line can be traced).
- Redstockings (original source material).
- Hanisch, Carol؛ Scarbrough, Kathy; Atkinson, Ti-Grace؛ Sarachild, Kathie, et al. (12 August 2013). "Forbidden Discourse: The Silencing of Feminist Criticism of 'Gender'". Meeting Ground.
- Welch, Penny (February 2001). "Strands of Feminist Theory", Women's Studies, University of Wolverhampton.

كتب وجرائد
- Bell, Diane; Klein, Renate. Radically Speaking. Spinifex Press (ردمك 1-875559-38-8).
- Ehrlich، Susan؛ Meyerhoff، Miriam؛ Holmes، Janet، المحررون (2014). "The Feminist Foundations of Language, Gender, and Sexuality Research by Mary Bucholtz". The Handbook of Language, Gender, and Sexuality (ط. 2nd). Wiley Blackwell. ص. 23–47. ISBN:978-0470656426.
- Coote, Anna; Campbell, Beatrix. (1987) Sweet Freedom: The Movement for Women's Liberation. Blackwell Publishers. (ردمك 0-631-14957-0)
- Koedt، Anne؛ Levine، Ellen؛ Rapone، Anita، المحررون (1973). Radical Feminism. Times Books. ISBN:9780812962208.
- Love, Barbara J. and Cott, Nancy F. (2006). Feminists Who Changed America, 1963–1975. University of Illinois Press. (ردمك 0-252-03189-X)